# Ante Starčević (Hajduk)
Ante Starčević (Gospić, 25. listopada 1897. − Zagreb, 11. svibnja 1976.), hrvatski liječnik, humanitarac, športski dužnosnik i visoki zdravstveni dužnosnik. Izravni je potomak slavnog političara Ante Starčevića, Oca domovine.

## Životopis
Rodio se je u Gospiću 1897. godine. U rodnom je gradu završio osnovnu školu i gimnaziju. Studirao je medicinu u Innsbrucku i Pragu. Športom se bavi od studentskih dana. Diplomirao je 1922., stažirao u Splitu. Na specijalizaciju je otišao u Beč i Zagreb gdje je specijalizirao kirurgiju. Zaposlio se na Kirurgiji ondašnje splitske bolnice kod dr. Jakše Račića. Naslov primarijusa stekao je 1931. godine. 1939. predstojnik je kirurškog odjela i ravnatelj Banovinske bolnice u Splitu.
U drugom svjetskom ratu pridružio se hrvatskom pokretu otpora. Bio je šef kirurgije partizanskog osmog korpusa. Demobiliziran je 1946. i nakon toga radi u Zavodu za socijalno osiguranje. I nakon što je otišao u mirovinu surađivao je s tom ustanovom je kao savjetnik.
Objavio mnoštvo znanstvenih i stručnih radova. Član Slobodne organizacije liječnika za Dalmaciju,  Hrvatskog liječničkog zbora i Hrvatskog sokola.
Davao je naglasak na šport, zdravlje mladeži i osobito nogometaša. Bio je pionir svog vremena u športskoj medicini. Zalagao se za ono što je danas standardna stvar, a onda rijetka pojava, da se prije svake natjecateljske sezone što kvalitetnije liječnički pregleda športaše.
Splitskim Hajdukom je predsjedavao od 1932. do 1933. godine. Mandat mu je bio uspješan. Autoritetom je smirio trzavice koje su vladale u klubu, odbačeni i otišli klupski zaslužnici vratili su se u Hajduk, a te je 1932. Hajduk postao doprvak. Naslov mu je izmaknuo za dlaku, zbog nesretna poraza protiv zagrebačke Concordije od 2:1. Uspjeh je time veći jer se to postiglo u vrijeme kad je otišao u igračku mirovinu jedan veliki naraštaj osvajača prvaka (braće Bonačić, Poduje i Gazzari, zatim Rodin, Radić i dr.) a tek se pojavio naraštaj budućih velikana (Jozo Matošić, Marušić, Bartul Čulić, Radovniković, Marušić) i koje je na putu stasanja vodio veteranski dvojac Lemešić i Dešković. 
Hajduk je 1932. godine za Starčevićeva mandata igrao u sastavu: trener Luka Kaliterna, Marko Mikačić, Ivo Radovniković Težoro, Miroslav Dešković, Jozo Matošić, Anđelko Marušić, Bartul Čulić, Josip Lin, Ante Bakotić, Vladimir Kragić, Leo Lemešić i Vinko Viličić.
Čak i kad više nije bio klupski predsjednik, pomagao je dr Starčević autoritetom klubu.
I sljedeće sezone, 1932./33. Hajduk je bio doprvak, a naslov prvaka izmakao mu je za tri boda.
Umro je u Zagrebu 1976. godine. Pokopan je na groblju u Šestinama, blizu groba svog slavnog pretka.